# DQ Solutions
DQ Solutions (handelsrechtlich Data Quest AG oder Data Quest ICT Solutions AG) mit Sitz in Dietikon, sowie Wallisellen in der Schweiz und Zweigniederlassungen in Freiburg im Üechtland, sowie Lausanne in der Schweiz ist ein Anbieter von IT- und Multimedia-Lösungen mit Bezug auf Apple-Produkte und Dienstleistungen für Privatpersonen, Bildungseinrichtungen und Unternehmen in der Schweiz. Dies schließt sowohl Apple-Produkte als auch Zubehör und Software anderer Hersteller ein.

## Geschichte
Das Unternehmen DQ Solutions, das aus der Fusion der Data Quest AG mit den Firmen Letec und Ingenodata 2018 hervorging, besteht seit den frühen 2000er Jahren. Das Unternehmen wuchs kontinuierlich durch die Expansion seines Produktangebots und die Eröffnung mehrerer Standorte in der ganzen Schweiz. Die Firma fokussierte sich auf Apple-Produkte und deren Integration in geschäftliche und pädagogische Umgebungen.

## Lösungen
- DQ Smart School: Ein modulares Angebot von DQ Solutions, das Schulen ermöglicht, ihre ICT-Infrastruktur teilweise oder vollständig auszulagern. Es zielt darauf ab, Lehrpersonen zu ermöglichen, sich auf den Unterricht zu konzentrieren, indem es für effiziente Ressourcennutzung sowie Qualität und Sicherheit der IT-Infrastruktur sorgt. Die Dienstleistung umfasst unter anderem die Pflege von Betriebssystemen und Anwendungen, die Bereitstellung von Expertenwissen, einheitliche Applikationen mit automatischen Updates und zuverlässigen Support, wobei ein starker Fokus auf Sicherheit und Datenschutz gemäß DSGVO liegt.[7]
- DQ Pickup & Repair Service: Bietet eine professionelle Abhol- und Reparaturdienstleistung für Apple-Geräte für Bildungseinrichtungen. Ziel ist es, Ausfallzeiten zu minimieren und den Unterrichtsablauf nicht zu stören. Der Service umfasst die Abholung, Reparatur und Rücklieferung von Geräten, wobei ein einfacher Prozess und transparente Preise für die Reparaturdienstleistung geboten werden. Dieser Service richtet sich speziell an Schulen, die Wert auf eine zuverlässige IT-Infrastruktur und schnelle Lösungen bei Hardwareproblemen legen.[8]

## Standorte
| Ort         | Name des Standorts                                | Bereich                      |
| ----------- | ------------------------------------------------- | ---------------------------- |
| Basel       | DQ Helppoint Basel                                | Retail                       |
| Basel       | DQ Solutions Business & Education Unit Basel      | Business & Education         |
| Bern        | DQ Solutions Business & Education Unit Bern       | Business & Education         |
| Chur        | DQ Solutions Business & Education Unit Chur       | Business & Education         |
| St. Gallen  | DQ Solutions Business & Education Unit St. Gallen | Business & Education         |
| Wallisellen | DQ Solutions Business & Education Unit Zürich     | Business & Education         |
| Dietikon    | DQ Solutions Dietikon Head Office                 | Head Office                  |
| Dietikon    | DQ Solutions Dietikon Service Center              | Retail, Business & Education |
| Aarau       | DQ Solutions Store Aarau                          | Retail                       |
| Basel       | DQ Solutions Store Basel                          | Retail                       |
| Bern        | DQ Solutions Store Bern                           | Retail                       |
| Chur        | DQ Solutions Store Chur                           | Retail                       |
| Dietikon    | DQ Solutions Store Dietikon                       | Retail                       |
| Ebikon      | DQ Solutions Store Ebikon                         | Retail                       |
| Luzern      | DQ Solutions Store Luzern                         | Retail                       |
| St. Gallen  | DQ Solutions Store St. Gallen                     | Retail                       |
| Thun        | DQ Solutions Store Thun                           | Retail                       |
| Winterthur  | DQ Solutions Store Winterthur                     | Retail                       |
| Zug         | DQ Solutions Store Zug                            | Retail                       |
| Zürich      | DQ Solutions Store Zürich                         | Retail                       |

## DQ Radio
DQ Solutions verfügt über einen eigenen Radiosender und wird durch my105 DJ Radio kuratiert.